# Reichertshofen
Reichertshofen ist ein Markt im oberbayerischen Landkreis Pfaffenhofen an der Ilm.

## Geografie
Das Grundzentrum Reichertshofen liegt in der Planungsregion Ingolstadt, an der Paar.
Der Markt befindet sich am östlichen Endpunkt des südlich des Donaumooses verlaufenden und dasselbe vom Paartal trennenden Höhenzuges. Wesentliche Teile des Gemeindegebiets liegen innerhalb des tertiären Hügellandes südlich der Ingolstädter Donautiefebene. Reichertshofen kann damit am nördlichen Rand des Alpenvorlands verortet werden. Geologisch interessant ist insbesondere der stark durch die (Ur-)Paar beeinflusste Westen des Marktgebiets mit seiner feinsandigen Bodenbeschaffenheit. An den Sanddünenablagerungen um den Windsberg bei Freinhausen hat sich dabei eine unter Naturschutz stehende, biologische Vielfalt entwickeln können, deren Teile auch in das Gemeindegebiet entfallen.
Es gibt 13 Gemeindeteile (in Klammern ist der Siedlungstyp angegeben):
- Agelsberg (Dorf)
- Au am Aign (Dorf)
- Dörfl (Dorf)
- Gotteshofen (Dorf)
- Hög (Pfarrdorf)
- Langenbruck (Pfarrdorf)
- Reichertshofen (Hauptort)
- Ronnweg (Dorf)
- Sankt Kastl (Weiler)
- Starkertshofen (Kirchdorf)
- Stöffel (Dorf)
- Winden am Aign (Dorf)
- Wolnhofen (Weiler)

## Geschichte

### Bis zur Gemeindegründung
Reichertshofen wurde urkundlich erstmals um das Jahr 1100 in einer schriftlich fixierten Zeugennennung („N. de Rikershouen“) erwähnt. Im Jahr 1310 wird eine Burg Herzog Ludwigs IV., des späteren Kaisers Ludwig der Bayer, erwähnt. Das Marktrecht erhielt der Ort 1449 vom niederbayerischen Herzog Heinrich dem Reichen. Reichertshofen besaß ein Marktgericht mit magistratischen Eigenrechten. Es wurde 1505 Pflegamt des neugegründeten wittelsbachischen Fürstentums Pfalz-Neuburg und sicherte mit seiner ansehnlichen, aber militärisch veraltenden Burganlage die östliche Grenze dessen zentraler Territorialmasse. Der Markt war von 1542 bis 1547 und erneut ab 1552 evangelisch, bis er 1617 der Rekatholisierung durch Wolfgang Wilhelm anheimfiel.
Auf dem Höhepunkt der frühneuzeitlichen Hexenverfolgung kam es 1589/1590 zu einer Welle von Prozessen, deren Ausgang nicht überliefert ist. Nachdem in einer weiteren Verfolgungswelle in den Jahren 1628 bis 1630 51 der insgesamt 80 Beschuldigten hingerichtet worden waren, wurde der zuständige Pfleger Jakob Kracker 1631 wegen Untreue und Diebstahls verklagt. Zu einer weiteren Hinrichtung wegen Hexerei kam es 1645, während sechs Beschuldigte, die 1661 verhört und gefoltert wurden, wieder freikamen.
Auch als das Fürstentum ab 1777 in Personalunion mit Bayern regiert wurde, blieb das Pflegamt zunächst bestehen und wurde erst 1808 bei der vollständigen Integration Pfalz-Neuburgs in das Königreich Bayern aufgehoben. Im Zuge der Verwaltungsreformen in Bayern entstand mit dem Gemeindeedikt von 1818 die heutige politische Gemeinde.

### Seit 1880
Am 1. Januar 1880 trat Reichertshofen mit 9 Nachbargemeinden vom schwäbischen Bezirksamt Neuburg an der Donau zum Bezirksamt Ingolstadt über und gehört seither zu Oberbayern. Am 1. Juli 1972 erfolgte die Auflösung des bisherigen Landkreises Ingolstadt. Der Markt Reichertshofen kam zum Landkreis Pfaffenhofen an der Ilm.
Am 9. August 1968 stürzte beim Gemeindeteil Langenbruck ein britisches Passagierflugzeug auf die Autobahn. Dabei kamen 48 Menschen ums Leben (→ British-Eagle-Flug 802).
Im Juni 2024 wurde Reichertshofen stark von dem Hochwasser in Süddeutschland 2024 getroffen. Unter anderem war die Ortsmitte überflutet und der Strom ausgefallen.

### Eingemeindungen
Im Zuge der Gebietsreform in Bayern schloss sich am 1. Mai 1971 die Gemeinde Gotteshofen (mit ihren Gemeindeteilen Starkertshofen und Wolnhofen) dem Markt Reichertshofen an. Am 1. Juli 1972 wurden die östlichen Nachbargemeinden Hög (mit Dörfl und Ronnweg), Langenbruck (mit Kastl und Stöffel) und Winden am Aign (mit Agelsberg und Au am Aign) eingegliedert.

### Einwohnerentwicklung
Zwischen 1988 und 2018 wuchs der Markt von 5732 auf 8190 um 2458 Einwohner bzw. um 42,9 %.
| Jahr      | 1961 | 1970 | 1987 | 1991 | 1995 | 2001 | 2005 | 2010 | 2015 | 2020 |
| Einwohner | 3775 | 4497 | 5624 | 6497 | 6769 | 7423 | 7458 | 7781 | 8066 | 8331 |

Die Einwohnerzahlen beziehen sich auf das heutige Gemeindegebiet.

## Politik

### Bürgermeister
Erster Bürgermeister ist seit 1. Mai 2008 Michael Franken (JWU); dieser wurde am 15. März 2020 bei zwei Mitbewerbern mit 53,6 % der Stimmen im ersten Wahlgang wieder gewählt.

### Gemeinderat
| Partei / Liste              | Wahl 2020 | Wahl 2020 |
| Partei / Liste              | %         | Sitze     |
| --------------------------- | --------- | --------- |
| Junge-Wähler-Union (JWU)    | 37,7      | 8         |
| CSU                         | 35,9      | 7         |
| SPD                         | 14,5      | 3         |
| Freie Wähler Reichertshofen | 12,0      | 2         |
| Gesamt                      | 100       | 20        |
| Wahlbeteiligung             | 59,0 %    | 59,0 %    |

Gegenüber der vorausgehenden Amtszeit gewann die SPD einen Sitz dazu, die Freien Wähler verloren dieses Mandat.

### Wappen
|  | 0 Blasonierung: „Auf blauem Grund zwei silberne abgewendete Reiherhälse mit roten Schnäbeln.“ 0 Das Wappen wird seit dem 15. Jahrhundert geführt. |

### Steuereinnahmen
Die Gemeindesteuereinnahmen betrugen im Jahr 2018 insgesamt 9819 T€, davon 819 T€ Grundsteuern, 2927 T€ Gewerbesteuer (netto), 5675 T€ Gemeindeanteil an der Einkommensteuer und 383 T€ Gemeindeanteil an der Umsatzsteuer.

## Wirtschaft und Infrastruktur

### Wirtschaft
Stand 2018 gibt es nach der amtlichen Statistik im produzierenden Gewerbe 984, im Bereich Handel und Verkehr 771 und in anderen Bereichen 338 sozialversicherungspflichtig Beschäftigte am Arbeitsort. Sozialversicherungspflichtig Beschäftigte am Wohnort gibt es demnach insgesamt 3578. Im verarbeitenden Gewerbe arbeiten drei Betriebe, im Bauhauptgewerbe zehn. Zudem bestehen – Stand 2016 – 51 landwirtschaftliche Betriebe mit einer agrarisch genutzten Fläche von insgesamt 1275 ha, davon 916 ha Ackerfläche und 348 ha Dauergrünfläche.

### Verkehr
Reichertshofen liegt im Umland Ingolstadts sehr zentral zwischen den großen Wirtschaftsstandorten Nürnberg, München, Augsburg und Regensburg am Kreuzungspunkt der Bundesstraßen 13 und 300. Für den Fernverkehr existiert mit der BAB-Ausfahrt Langenbruck direkter Anschluss an die A 9. Schienengebunden bestehen Personen- und Gütertransportmöglichkeiten über den Bahnhof Baar-Ebenhausen, der an der Bahnstrecke München–Treuchtlingen liegt.
Bis 2011 befand sich der Bahnhof weiter südlich im Gemeindeteil Baar und trug die Bezeichnung „Reichertshofen (Oberbay)“. Im Zuge einer Neutrassierung der Strecke für höhere Geschwindigkeiten wurde der ziemlich enge Bogen vor dem ursprünglichen Bahnhof aufgeweitet, der Bahnhof um einige hundert Meter nach Norden verlegt und entsprechend in „Baar-Ebenhausen“, auf dessen Flur er sich seit jeher befindet, umbenannt.
Die nächstgelegenen Flughäfen sind der ca. neun Kilometer entfernte Fliegerhorst Ingolstadt/Manching und der Flughafen München (ca. 40 km).

## Sehenswürdigkeiten

### Pfarrkirche Sankt Margaretha
Gotischer Ursprung. Zwischen 1930 und 1931 rechtwinkelig angeordneter Neubau im Stil der „neuen Sachlichkeit“.

### Wallfahrtskirche St. Kastulus
Malerischer Weiler Sankt Kastl bei Langenbruck mit spätgotischer Wallfahrtskirche (Einrichtung barock) und unmittelbar daneben liegender Kapelle.

## Persönlichkeiten
- Franz Raffl (1775–1830), Landwirt aus Tirol und 1810 Verräter von Andreas Hofer
- Jakob-Adolf Heilmann (1888–1949), Architekt und Politiker in der Sowjetischen Besatzungszone
- Karl Bayer (1920–2009), Altphilologe
- Peter Fraps (1945–2015), Generalstabsarzt
- Maximilian Lanzinner (* 1948), Historiker
- Willi Vogl (* 1961), Komponist, Lehrer und Hochschullehrer